# A81 road
Die A81 road (englisch für Straße A81) ist eine 56,3 km lange, nicht als Primary route ausgewiesene Straße in Schottland, die Glasgow mit Callander verbindet.

## Verlauf
Die A81 verlässt Glasgow in nordnordöstlicher Richtung und führt über Bearsden nach Milngavie. Im weiteren Verlauf führt sie nach Strathblane und westlich an Killearn vorbei. Sie kreuzt die A811 road, knickt südlich von Aberfoyle aus der Nord-Süd-Richtung ab und wird bis über Port of Menteith nach Osten geführt. Dann trennt sie sich von der die bisherige Richtung fortsetzenden A873 road und biegt nach Nordosten ab. In Callander endet sie an der A84 road.